# 엘리사베타 카날리스
엘리사베타 카날리스(Elisabetta Canalis, 1978년 9월 12일 ~ )는 이탈리아의 배우이다.

## 출연 작품
- 처녀의 성 (2007)
- 나탈 어 뉴욕 (2006)
- 듀스 비갈로 2 - 유로피안 지골로 (2005)